# Machaerocarpus
Machaerocarpus é um gênero botânico da família Alismataceae.